# Tuxentius calice
Tuxentius calice is een vlinder uit de familie van de Lycaenidae. De wetenschappelijke naam van de soort is voor het eerst geldig gepubliceerd in 1855 door Hopffer. De soort komt voor in Afrika in een gebed dat ruwweg ligt ten zuidoosten van de lijn Eritrea - Angola.